# Chronically Metropolitan
Chronically Metropolitan es una futura película de comedia estadounidense dirigida por Xavier Manrique y escrita por Nicholas Schutt. La película está protagonizada por Ashley Benson, Shiloh Fernandez, Addison Timlin, Mary-Louise Parker y Chris Noth. La filmación comenzó el 23 de febrero de 2015 en la Ciudad de Nueva York.

## Reparto
- Shiloh Fernandez como Fenton.[1]
- Ashley Benson como Jessie.[1]
- Addison Timlin como Layla.[1]
- Mary-Louise Parker como Annabel.[1]
- Chris Noth como Christopher.[1]
- Josh Peck como John.[2]

## Producción
La película fue anunciada por primera vez el 29 de enero de 2015, cuando se dijo que Jamin O'Brien y Daniel L. Blanc iban a producir la película.

### Rodaje
El rodaje comenzó el 23 de febrero de 2015 en la Ciudad de Nueva York, donde los actores fueron vistos rodando alrededor de Manhattan. Más adelante, en marzo, la filmación se estaba llevando a cabo en Brooklyn.